# Измухамбетов, Талапкали Абишевич
Талапкали Абишевич Измухамбетов (1943, Астраханская область, РСФСР — 14 июня 2024) — советский и казахстанский государственный и общественный деятель, медик, врач-хирург, министр здравоохранения Казахской ССР (1987—1990), кандидат медицинских наук, Заслуженный работник Республики Казахстан, Отличник здравоохранения СССР. Автор ряда крупных инициатив по оздоровлению нации.
В 1966 году окончил лечебный факультет Астраханского медицинского института, в 1994 году — юридический факультет Казахского национального университета.
Начинал профессиональную деятельность врачом-хирургом, затем работал главным врачом Центральной районной больницы, заместителем заведующего и заведующим Восточно-Казахстанского и Алматинского облздравотделами.
В 1990-1993 гг.  заместитель председателя Верховного Совета Казахской ССР и Казахстана по охране здоровья народа и его социальной защите.
Был заведующим сектором и заведующим отделом Аппарата Президента Казахстана и кабинета министров Казахстана. Избирался депутатом Верховного Совета Казахской ССР  11-12 созывов, депутатом Алматинского городского маслихата II-IV созывов. С 1995 по 2009 год директор Республиканского медицинского колледжа.
Умер 14 июня 2024 года.

## Награды и звания
- Медаль «В ознаменование 100-летия со дня рождения Владимира Ильича Ленина» (1970);
- Медаль «Ветеран труда» (1987);
- Указом Верховного Совета СССР награжден орденом «Знак Почёта», медалью «За трудовое отличие»;
- Значок «Отличнику здравоохранения»;
- Награждён Почётными грамотами Верховного Совета СССР и Министерства здравоохранения СССР;
- Награждён правительственными и юбилейными медалями СССР и Республики Казахстан;
- Указом Президента Республики Казахстан от 1995 года награждён почетным званием «Заслуженный работник Республики Казахстан»;
- Нагрудный знак МЗ РК «Отличник здравоохранения РК»;
- Нагрудный знак МЗ РК «За вклад в развитие здравоохранения Республики Казахстан»;
- Обладатель высшей награды Республиканского общественного объединения «Национальная Медицинская Ассоциация» – нагрудного знака «Алтын Дәрігер», ордена «Ave Vitae»;
- Нагрудный знак ОИП и ЮЛ «Национальная палата здравоохранения Республики Казахстан» «За профессиональные заслуги»;
- Золотой почетной наградой Фонда здоровья Республики Польша;
- Нагрудный знак МОН РК «Почётный работник образования Республики Казахстан»;
- Указом президента РК награждён орденом «Курмет»;
- 2022 (16 сентября) — присвоено почётное звание «Почётный гражданин города Алматы»;